# Noiseau
Noiseau est une commune française située dans le département du Val-de-Marne, en région Île-de-France. Ses habitants sont appelés les Noiséens.

## Géographie

### Situation

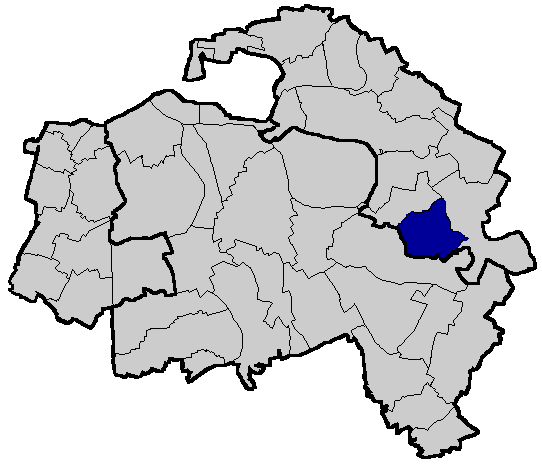
Localisation de Noiseau dans le Val-de-Marne.

Située au sud-est de Paris, Noiseau se trouve à l'est du département du Val-de-Marne. De Paris : 19 km, de Créteil (préfecture) : 10 km et de Nogent-sur-Marne (sous-préfecture) : 8 km.

### Communes limitrophes
La bordure Sud de la commune est en fait le bois Notre-Dame.

### Géologie et relief
La superficie de la commune est de 449 hectares ; l'altitude varie entre 54 et 113 mètres. L'altitude moyenne est de 93 m.
Noiseau est situé sur le plateau Briard. Les zones habités sont situés entre 100 et 113 m sur le plateau. Le Ru de la Fontaine de Villiers (qui marque la limite entre Sucy-en-Brie et Noiseau) est quant à lui à environ 70 m. À l'ouest de la ville, le point où se touche Noiseau, Sucy-en-Brie et Ormesson-sur-Marne est beaucoup plus bas. La rue du Général De Gaulle est en descente et connecte la ferme à ledit point.

### Hydrographie
La frontière avec la commune de Sucy-en-Brie est marqué à l'ouest par le Ru de La Fontaine de Villiers.

### Voies de communication et transports
Seuls des autobus desservent Noiseau. La station ferroviaire la plus proche est à Sucy-en-Brie (gare de Sucy - Bonneuil).

### Climat
Pour des articles plus généraux, voir Climat de l'Île-de-France et Climat du Val-de-Marne.
En 2010, le climat de la commune est de type climat océanique dégradé des plaines du Centre et du Nord, selon une étude du CNRS s'appuyant sur une série de données couvrant la période 1971-2000. En 2020, Météo-France publie une typologie des climats de la France métropolitaine dans laquelle la commune est exposée à un climat océanique altéré et est dans la région climatique Sud-ouest du bassin Parisien, caractérisée par une faible pluviométrie, notamment au printemps (120 à 150 mm) et un hiver froid (3,5 °C).
Pour la période 1971-2000, la température annuelle moyenne est de 11,3 °C, avec une amplitude thermique annuelle de 15,2 °C. Le cumul annuel moyen de précipitations est de 668 mm, avec 10,8 jours de précipitations en janvier et 7,7 jours en juillet. Pour la période 1991-2020, la température moyenne annuelle observée sur la station météorologique la plus proche, située sur la commune de Limeil-Brévannes à 5 km à vol d'oiseau, est de 12,5 °C et le cumul annuel moyen de précipitations est de 656,1 mm,. Pour l'avenir, les paramètres climatiques de la commune estimés pour 2050 selon différents scénarios d'émission de gaz à effet de serre sont consultables sur un site dédié publié par Météo-France en novembre 2022.
| Mois                                  | jan.         | fév.             | mars        | avril         | mai           | juin        | jui.           | août        | sep.          | oct.            | nov.          | déc.            | année    |
| ------------------------------------- | ------------ | ---------------- | ----------- | ------------- | ------------- | ----------- | -------------- | ----------- | ------------- | --------------- | ------------- | --------------- | -------- |
| Température minimale moyenne (°C)     | 2,2          | 2,2              | 4,3         | 6,4           | 10,1          | 13,3        | 15,3           | 14,8        | 11,5          | 8,7             | 5,1           | 2,7             | 8        |
| Température moyenne (°C)              | 4,9          | 5,7              | 8,8         | 11,7          | 15,4          | 18,7        | 20,8           | 20,6        | 16,8          | 12,8            | 8,2           | 5,3             | 12,5     |
| Température maximale moyenne (°C)     | 7,7          | 9,2              | 13,4        | 16,8          | 20,7          | 24,1        | 26,5           | 26,4        | 22,2          | 17              | 11,3          | 8               | 16,9     |
| Record de froid (°C) date du record   | −12 08.01.10 | −11,6 07.02.1991 | −8 01.03.05 | −3 06.04.21   | 0 06.05.19    | 4 12.06.05  | 7,5 04.07.1990 | 7 21.08.14  | 3 25.09.02    | −3,5 30.10.1997 | −9 24.11.1998 | −9,5 29.12.1996 | −12 2010 |
| Record de chaleur (°C) date du record | 16 13.01.04  | 22 27.02.19      | 26 31.03.21 | 28,5 25.04.07 | 32,5 28.05.17 | 37 27.06.11 | 40 31.07.20    | 41 06.08.03 | 33,5 14.09.20 | 29 01.10.11     | 22 06.11.18   | 18 16.12.1989   | 41 2003  |
| Précipitations (mm)                   | 49,9         | 46,3             | 46,4        | 48,2          | 66,7          | 56,1        | 55,2           | 60          | 49,1          | 56,1            | 56,6          | 65,5            | 656,1    |

## Urbanisme

### Typologie
Au 1er janvier 2024, Noiseau est catégorisée grand centre urbain, selon la nouvelle grille communale de densité à sept niveaux définie par l'Insee en 2022.
Elle appartient à l'unité urbaine de Paris, une agglomération inter-départementale regroupant 407  communes, dont elle est une commune de la banlieue,,. Par ailleurs la commune fait partie de l'aire d'attraction de Paris, dont elle est une commune du pôle principal,. Cette aire regroupe 1 929 communes,.

### Morphologie urbaine
Noiseau est une petite ville (elle compte moins de 5 000 habitants).

### Voies routières

#### Transports en commun
La plus proche station de transport en commun ferré est celle de la ligne A du RER en gare de Sucy - Bonneuil. La commune est aussi desservie par les lignes 432, 433 et 442 du réseau de bus Marne et Seine.

#### Principaux axes
La commune est traversée par la D136 appelé: Avenue Pierre Mendès-France.
D'autres rues permettent le passage de Noiseau vers Ormesson-sur-Marne en passant dans le vieux village. Ce sont les rue Léon Bresset (où s'est organisé le vieux village), rue Alexandre Millard et rue du Général de Gaulle.

## Toponymie
La localité s'appelait autrefois Nocetus en 811, Noisellum au XIIIe siècle, Noisellum prope Sueciacum, Nosellum, Nacetus, Noisieu les Ambouaile.
Nocetus en 811, du latin classique Nucetum, du bas-latin nucarium, est un lieu planté de noyers.
"Noiseau" signifie littéralement « le petit Noisy ».

## Histoire
Cette terre seigneuriale appartenait, au seigneur Griveu au XIIIe siècle, à la maison des Bouteillers, de Senlis au XVe siècle, à la famille des Viole au XVIe siècle, dont Denis de Viole y bâtit un château; en 1754, puis Guillaume de Noiseau au XVIIIe siècle, ce lieu a connu beaucoup de seigneurs mais peu de bouleversements majeurs.
La naissance de Noiseau remonte à l'aurore du XIIIe siècle, à l'an 1228 exactement.
En 1706-1707, Henri François de Paule Lefèvre d'Ormesson acheta la seigneurie de Noiseau, pour agrandir son domaine. Il possèdait aussi les seigneuries voisines d'Amboile, Ormesson-sur-Marne et La Queue-en-Brie.
La terre fut achetée pendant la Révolution, et le château démoli en 1801.
Bien longtemps Noiseau est resté un petit village rural qui avait pour activité essentielle l'agriculture (culture du blé et de la betterave), à laquelle se sont ajoutées depuis la révolution industrielle du XIXe siècle, quelques petites entreprises comme la distillerie, la briqueterie ou petits métiers comme la blanchisserie.
Seuls témoins d'un passé révolu : la ferme briarde, toujours en activité et l'église, détruite puis reconstruite dans les années 1830 avec l’ancienne mairie et une salle d'école.

## Politique et administration

### Administration municipale

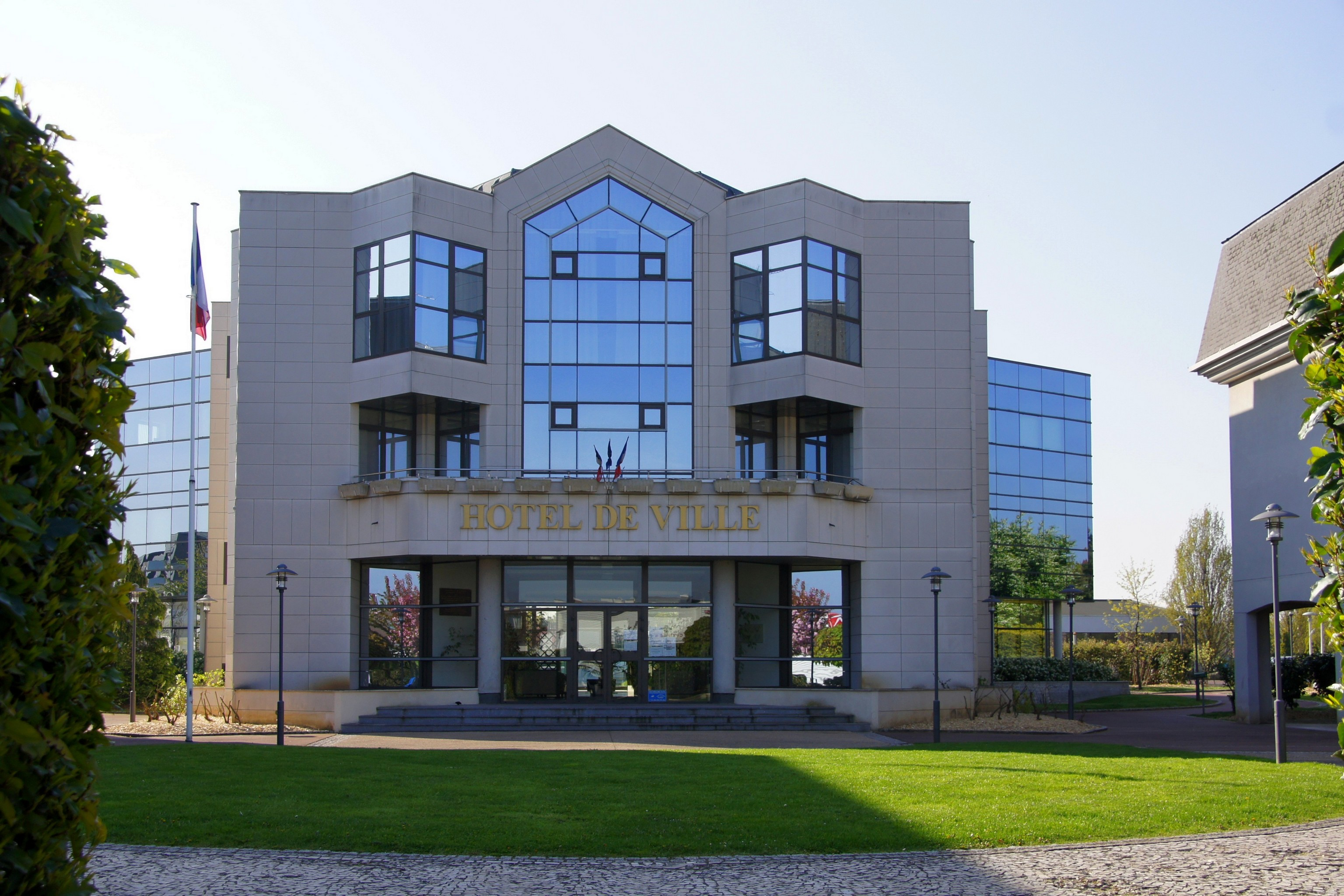
Le bâtiment de la mairie.

Le nombre d'habitants au dernier recensement étant compris entre 3 500 et 4 999, le nombre de membres du conseil municipal est de 27.

### Liste des maires
| Période                                  | Période      | Identité         | Étiquette | Qualité |
| ---------------------------------------- | ------------ | ---------------- | --------- | --- |
| 1944                                     | 1947         | Auguste Melin    |           | |
| 1947                                     | 1952         | René Guinot      |           | |
| 1952                                     | 1959         | Paul Hébert      |           | |
| mars 1959                                | mars 1977    | Hélène Cuisinaud | SFIO-PS   | Institutrice, directrice d'école, retraitée |
| mars 1977                                | juillet 2009 | René Dessert     | PS        | 1er vice-président de la CA du Haut Val-de-Marne (2001 → 2008) Président de la CA du Haut Val-de-Marne (2008 → 2014) Démissionnaire                                 |
| juillet 2009                             | mars 2014    | Nicole Zoé       | PS        | Infirmière puéricultrice retraitée |
| mars 2014                                | En cours     | Yvan Femel       | UMP-LR    | Ancien cadre de direction ERDF 7e vice-président de la CA du Haut Val-de-Marne (2014 → 2015) Conseiller territorial délégué du Grand Paris Sud Est Avenir (2015 → ) |
| Les données manquantes sont à compléter. |              |                  |           | |

### Politique environnementale
La commune a lancé un projet s'appelant "46000 fleurs" visant à planter 46000 bulbes de différentes fleurs à travers Noiseau pour l'embellir.

### Jumelages
- Bucine (Italie).

## Population et société

### Démographie
L'évolution du nombre d'habitants est connue à travers les recensements de la population effectués dans la commune depuis 1793. Pour les communes de moins de 10 000 habitants, une enquête de recensement portant sur toute la population est réalisée tous les cinq ans, les populations de référence des années intermédiaires étant quant à elles estimées par interpolation ou extrapolation. Pour la commune, le premier recensement exhaustif entrant dans le cadre du nouveau dispositif a été réalisé en 2008.

En 2022, la commune comptait 4 619 habitants, en évolution de −1,3 % par rapport à 2016 (Val-de-Marne : +3 %, France hors Mayotte : +2,11 %).
| 1793 | 1800 | 1806 | 1821 | 1831 | 1836 | 1841 | 1846 | 1851 |
| ---- | ---- | ---- | ---- | ---- | ---- | ---- | ---- | ---- |
| 144  | 162  | 167  | 142  | 126  | 132  | 140  | 152  | 140  |

| 1856 | 1861 | 1866 | 1872 | 1876 | 1881 | 1886 | 1891 | 1896 |
| ---- | ---- | ---- | ---- | ---- | ---- | ---- | ---- | ---- |
| 166  | 170  | 163  | 134  | 160  | 150  | 148  | 110  | 133  |

| 1901 | 1906 | 1911 | 1921 | 1926 | 1931 | 1936 | 1946 | 1954 |
| ---- | ---- | ---- | ---- | ---- | ---- | ---- | ---- | ---- |
| 121  | 138  | 133  | 125  | 226  | 368  | 458  | 495  | 799  |

| 1962  | 1968  | 1975  | 1982  | 1990  | 1999  | 2006  | 2008  | 2013  |
| ----- | ----- | ----- | ----- | ----- | ----- | ----- | ----- | ----- |
| 1 096 | 1 175 | 1 809 | 2 667 | 2 831 | 3 971 | 4 324 | 4 426 | 4 699 |

| 2018  | 2022  | - | - | - | - | - | - | - |
| ----- | ----- | - | - | - | - | - | - | - |
| 4 622 | 4 619 | - | - | - | - | - | - | - |

La population composée en majorité de laboureurs et de vignerons évolue peu, restant en moyenne de l'ordre de 150 habitants.
Peu à peu, dans les années 1920, des lotissements sont créés le long du chemin départemental 136 : La Fontaine de Villiers, La Haute Borne et Les Jardins de Noiseau. Souvent les acquéreurs sont des provinciaux que le développement industriel ou la reconstruction, après la guerre de 1914-1918, ont amenés en région parisienne ou à Paris même. Encore très attachés à la campagne et au jardinage, ils font construire de modestes pied-à-terre qu'ils utilisent fréquemment comme résidence secondaire.
Interrompu au cours de la période 1939-1945, le développement de ce village connaît à nouveau une phase active dans les années 1960-1975 : la population passe de 1 169 habitants en 1962 à 2 479 en 1976. Puis, à nouveau, Noiseau connaît une période stable jusqu'en 1990. Depuis les années 1990, la croissance reprend, comme dans l'ensemble du département du Val-de-Marne. Cette évolution s'explique par la concentration de l'emploi sur la capitale, accompagnée d'un dépeuplement de Paris en faveur de la banlieue.

### Enseignement
Les élèves de Noiseau sont rattachés à l'académie de Créteil, qui fait partie de la zone C.
Noiseau dispose d'une école maternelle et d'une école élémentaire publiques.
Collège de rattachement : collège du Parc à Sucy-en-Brie.

### Sports
En hommage à Pierre Trentin, une salle de musculation porte le nom de l'ancien coureur cycliste ayant passé son enfance dans la ville.
Il existe plusieurs gymnases et une nouvelle salle de tennis couverte a été construite.

## Culture locale et patrimoine

### Lieux et monuments

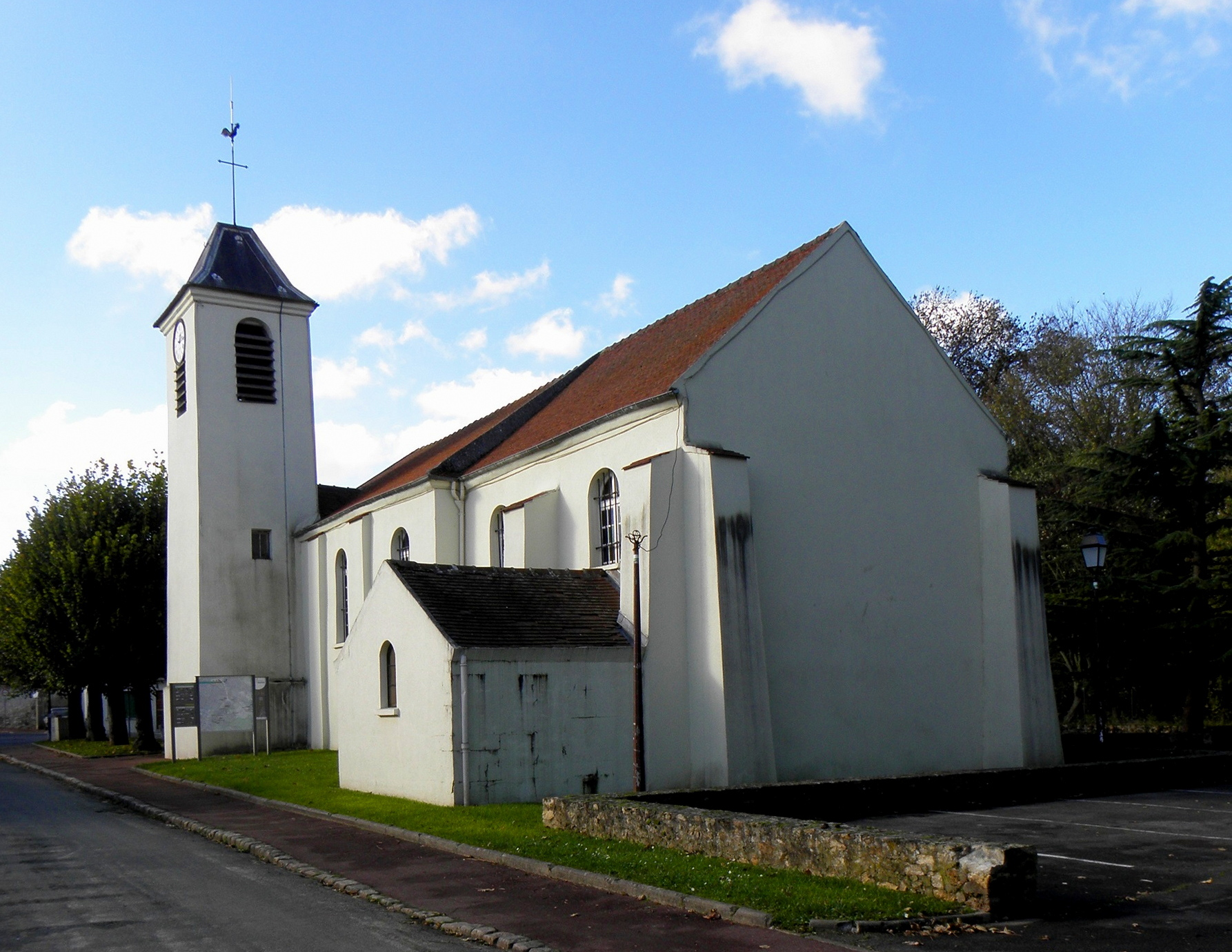
L'église paroissiale de Noiseau.

La commune possède des monuments répertoriés à l'inventaire général du patrimoine culturel de la France parmi lesquels :
- le château d'Ormesson, dont le bâtiment principal est à Ormesson-sur-Marne mais dont une partie du parc est à Noiseau[27] ;
- un calvaire du XIXe siècle, située dans le cimetière[28] ;
- le monument sépulcral de Désirée Duflot, dans le même cimetière[29] ;
- la mairie-école[30] ;
- l'église Saint-Jacques-le-Mineur-et Saint-Philippe, reconstruite vers 1840[31], elle contient une cloche datée de 1842[32].

### Personnalités liées à la commune
Pierre Trentin ancien coureur cycliste sur piste français, né le 15 mai 1944 à Créteil, et ayant passé son enfance à Noiseau. Par la suite, il servit dans la police.

### Héraldique, logotype et devise
| Blason Noiseau | Les armes de Noiseau se blasonnent ainsi : Parti : au premier d’azur au noyer arraché d’or, au second de gueules au bouquet de trois épis de blé feuillé d’or ; aux deux éclairs d’argent posées en chevron renversé se rejoignant sur le trait du parti, leurs pointes liées par trois ondes électromagnétiques circulaires de sable ; le tout sommé d’un chef ondé de sable soutenu d’une trangle ondée d’argent, chargé de trois chevrons fendus d’or. Le noyer évoque l'étymologie de Noiseau, les trois épis de blé la culture locale, les éclairs et les ondes rappellent la station de télécommunication internationale ; le chef est aux armes de Denis de Viole, seigneur de Noiseau dès 1560. La divise ondée symbolise le Morbras, ruisseau qui délimite la commune dans sa partie nord. |

## Pour approfondir